# Định lý Abel–Ruffini
Trong đại số trừu tượng, định lý Abel–Ruffini (còn gọi là định lý bất khả Abel) phát biểu rằng không tồn tại nghiệm đại số—tức là nghiệm biểu diễn bằng căn thức—của phương trình đa thức tổng quát bậc 5 hoặc lớn hơn với các hệ số bất kỳ. Định lý mang tên Paolo Ruffini, người đã đưa ra chứng minh chưa chặt chẽ cho định lý này vào năm 1799, và Niels Henrik Abel, mà ông đã chứng minh được vào năm 1824.

## Giải thích

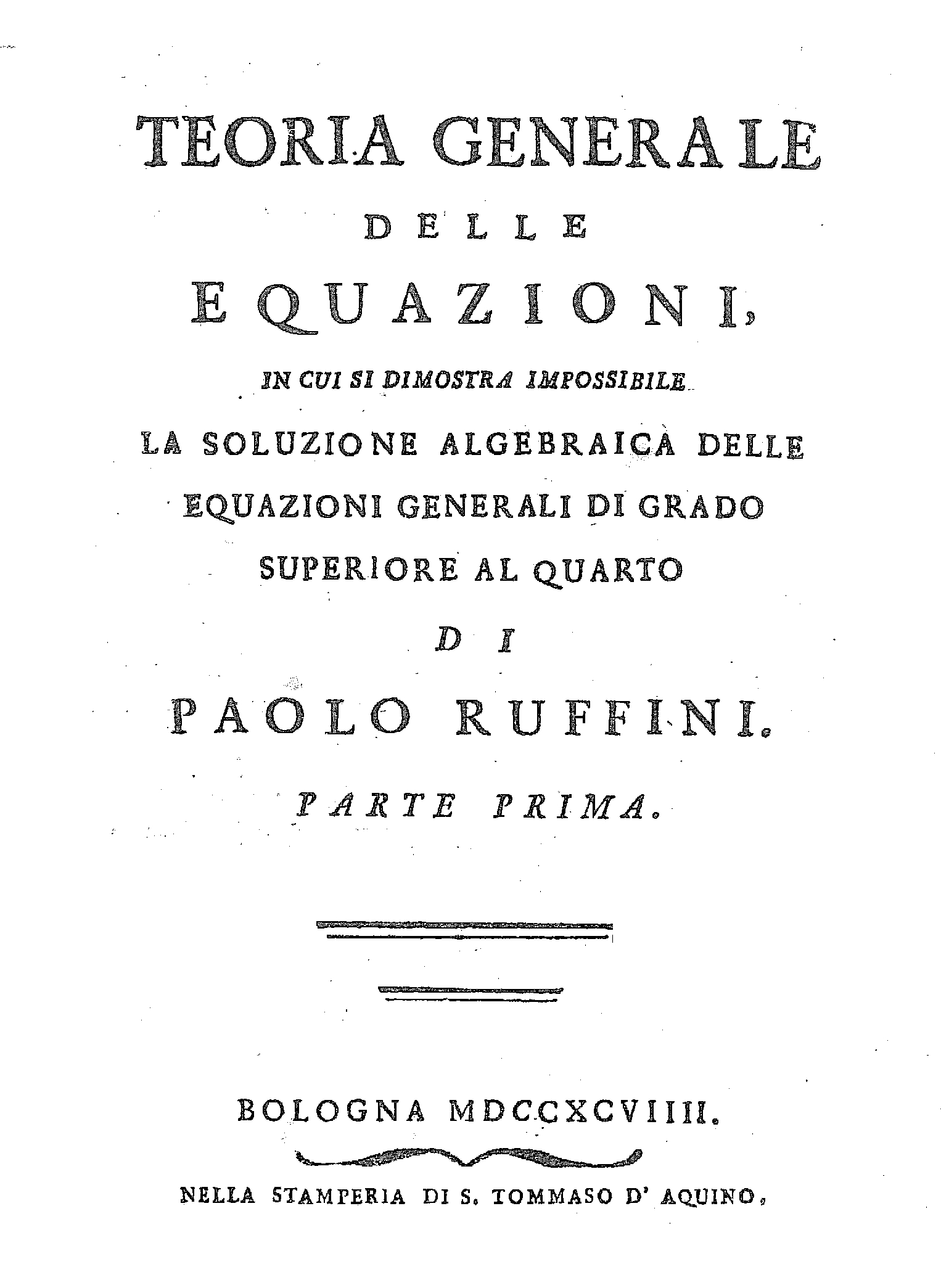
Paolo Ruffini, Teoria generale delle equazioni, 1799

Định lý không bác bỏ các phương trình đa thức bậc cao không tồn tại nghiệm. Thực ra điều ngược lại mới đúng: mỗi phương trình đa thức không hằng một ẩn số, với các hệ số thực hoặc phức, luôn có ít nhất một nghiệm số phức (và do đó, bằng cách chia đa thức, với nghiệm phức và số bậc của nó, hay đếm số nghiệm lặp lại); hay đây chính là định lý cơ bản của đại số. Các nghiệm này có thể tính đến độ chính xác bất kỳ mong muốn bằng cách sử dụng các phương pháp số như phương pháp Newton hoặc phương pháp Laguerre, và theo cách này không có sự khác biệt giữa nghiệm của các phương trình đa thức bậc hai, bậc ba hoặc bậc bốn. Nó cũng bác bỏ rằng không tồn tại phương trình đa thức bậc cao mà không thể giải được bằng căn thức: ví dụ, phương trình xn - 1 = 0 giải được bằng căn thức với mọi số nguyên dương n. Định lý chỉ chứng minh là không có nghiệm tổng quát bằng căn thức mà có thể áp dụng cho mọi phương trình có bậc lớn hơn 4.
Nghiệm của phương trình đa thức bậc hai được biểu diễn theo các hệ số của nó, chỉ sử dụng các phép cộng, trừ, nhân, chia và căn bậc hai, tương tự như công thức toàn phương: các nghiệm của phương trình ax2 + bx + c = 0 (với a ≠ 0) là
−b ± √(b2 − 4ac)/2a.
Các công thức tương tự cho phương trình bậc ba và phương trình bậc bốn (sử dụng căn bậc hai và căn bậc ba) đã được biết từ thế kỷ 16. Cái mà định lý Abel–Ruffini nói rằng không có công thức tương tự cho phương trình tổng quát bậc năm hoặc cao hơn. Về mặt nguyên lý, phương trình bậc năm có thể tách thành một vài loại, mà đối với mỗi loại này, có thể có một số nghiệm đại số thỏa mãn yêu cầu. Hoặc theo như nhà toán học Ian Stewart viết, “với mọi phương trình mà phương pháp Abel có thể chứng minh, mỗi loại phương trình bậc năm đặc biệt có thể giải được với một công thức nghiệm đặc biệt cho mỗi phương trình loại đó.” Tuy nhiên, điều này là không đúng, và sự không thể này là một kết quả mạnh chặt chẽ hơn định lý Abel–Ruffini và bắt nguồn từ lý thuyết Galois.